# Condado de Harmon
O Condado de Harmon é um dos 77 condados do estado norte-americano do Oklahoma. A sede do condado é Hollis, que também é a maior cidade.
A área do condado é de 1395 km² (dos quais 02 km² são cobertos por água), uma população estimada em 2019 de 2 653 habitantes e uma densidade populacional de 2 hab/km². É o segundo condado menos populoso do Oklahoma, perdendo apenas para o Condado de Cimarron.

## Condados adjacentes
- Condado de Beckham (norte)
- Condado de Greer (nordeste)
- Condado de Jackson (sudeste)
- Condado de Hardeman, Texas (sul)
- Condado de Childress, Texas (oeste)
- Condado de Collingsworth, Texas (noroeste)

## Cidades e Vilas
- Gould
- Hollis
- Vinson